# قراول‌بازار
قراوُل‌بازار (به ازبکی: Qorovulbozor،  قاراوول بازار) یکی از شهرهای ازبکستان است. این شهر در شهرستان قراول‌بازار ولایت بخارا واقع شده‌است. قراول‌بازار در سرشماری ۲۰۱۲ میلادی ۹٬۵۴۸ نفر جمعیت داشد.
این شهر در ۶۵ کیلومتری مرکز اداری منطقه یعنی شهر بخارا و در نزدیکی خط راه‌آهن بخارا و نخشب قرار دارد.

## تاریخچه
به گفته افراد محلی، در این محل کاروانسرایی ساخته شده بود و بازار کوچکی نیز در آن حوالی پدیدار گشت. در تپه کنار آن برج دیده‌بانی سربازان امیر بخارا قرار داشت که به آن قراول‌بازار (بازار نگهبانی) می‌گفتند، بازاری که در نزدیکی آن قرار داشت نیز به همین نام خوانده می‌شد. طبق گفته‌ای دیگر، در این محل دهکده‌ای سیاه‌رنگ با علف‌های سیاه شکل گرفت. بازار روبروی مراتع را قراول‌بازار می‌گفتند. در این منطقه کاروان‌های تجاری که از کشورهای همسایه به بخارا می‌رسیدند در کاروانسرایی در نزدیکی سردابه توقف می‌کردند و پس از بررسی کالاهایشان توسط مأموران گمرک محلی امارت اجازه ورود به پایتخت را می‌گرفتند. بازرگانان بدون مجوز، کالاهای خود را در بازارهای محلی فروخته و به کشورهای خود می‌رفتند. پیش از اخذ مجوز، بازرگانان برای مدت معینی در قراول‌بازار از کالاهای خود محافظت می‌کردند.

## صنعت و زیرساخت‌ها
حدود ۳۰ شرکت صنعتی، ساختمانی و ترابری در قراول‌بازار وجود دارد. در سال ۱۹۵۶، پالایشگاه نفت بخارا (قراول‌بازار) در سال ۱۹۹۷ و شرکت‌های تولید آهک و گچ تأسیس شد. یک بیمارستان مرکزی منطقه، یک پلی کلینیک مرکزی، یک زایشگاه، یک بخش اورژانس و داروخانه‌ها برای جمعیت فعالیت می‌کنند.. این شهر دارای یک ایستگاه راه‌آهن، یک پنبه‌پاک‌کنی و یک پالایشگاه نفت است.
قراول‌بازار دارای ۵ مرکز آموزش عمومی، موسیقی کودکان، مدارس ورزشی، مدرسه بازرگانی، هنرستان حرفه‌ای، کاخ فرهنگ، خانه فرهنگ، ۳ کتابخانه، پارک فرهنگ و تفریح، یادبود قربانیان جنگ جهانی دوم است. یک گروه قوم‌نگاری فولکلور به نام «آب نور» نیز در شهر وجود دارد. مجموعه ورزشی و سلامتی گوزل، استخر شنای دلفین، استادیوم مرکزی و سایر ورزش‌های درون‌سالنی نیز وجود دارد. بیمارستان مرکزی منطقه، پلی‌کلینیک مرکزی، زایشگاه، بخش اورژانس و داروخانه‌ها به مردم خدمات‌رسانی می‌کنند.